# 25e division d'infanterie motorisée
Pour les articles homonymes, voir 25e division.
La 25e division d'infanterie (25e DI), devenue 25e division d'infanterie motorisée (25e DIM) entre 1934 et 1940, est une division d'infanterie de l'Armée de terre française qui a participé à la Première et à la Seconde Guerre mondiale.

## Création et différentes dénominations
- 1873 : création de la 25e division d'infanterie
- 1935 : devient 25e division d'infanterie motorisée
- 1940 : disparition lors de la bataille de France
- 1945 : nouvelle création de la 25e division d'infanterie
- 1946 : forme la 25e division aéroportée

## Les chefs de la25edivisiond'infanterie
- 18 juillet 1878 - 18 février 1882 : général Février
- 3 mars 1883 - 4 août 1883 : général Davenet
- 26 avril 1884 : général Courty
- 29 août 1884 - 1er juillet 1888 : général Broye
- 7 juillet 1888 : général Gueytat
- 16 mai 1891 - 21 septembre 1894 : général Pierron
- 9 octobre 1894 - 7 octobre 1897 : général Muzac
- 19 octobre 1897 : général Mouton
- 16 décembre 1898 : général Pedoya
- 11 janvier 1899 : général Brunet
- 24 septembre 1901 : général Girardel
- 2 avril 1902 : général d'Amboix de Larbont
- 27 janvier 1905 : général Durand
- 25 mars 1906 : général Soyer
- 18 avril 1906 : général Pognard
- 27 septembre 1906 : général Goiran
- 17 juin 1908 : général Helouis
- 21 septembre 1911 - 30 octobre 1913 : général Taverna
- 29 novembre 1913 - 8 septembre 1914 : général Delétoille
- 8 septembre 1914 : général Chandezon
- 17 septembre 1914 : général Demange
- 18 mai 1915 - 4 avril 1916 : général Debeney
- 4 avril 1916 : général Lévi
- 11 mai 1917 - 24 août 1918 : général Gratier
- 24 août 1918 : général Joba
- août 1918 : colonel Bouviolle
- 10 septembre 1931 : général Meullé-Desjardins
- 12 septembre 1934 - 25 mai 1936 : général Garchery
- 15 juin 1936 - 4 septembre 1938 : général Montagne
- 1939 - 1940 : général Molinié
- 1945 : général Chomel
- 1945 : général Molle
- 1945 : général Bonjour

## Avant 1914
La division est créée par le décret du 28 septembre 1873. Située en 13e région militaire (Clermont-Ferrand), elle est constituée de deux brigades :
- 49e brigade d'infanterie :
  - 16e régiment d'infanterie de ligne
  - 38e régiment d'infanterie de ligne
- 50e brigade d'infanterie :
  - 86e régiment d'infanterie de ligne
  - 92e régiment d'infanterie de ligne

La division est d'abord détachée en garnison à Lyon (1874-1881),, puis à Saint-Étienne, la 50e brigade installant son état-major à Clermont-Ferrand (1882-1884),, puis à nouveau à Lyon (1885-1886),, puis retour à Saint-Étienne et Clermont à partir de 1887. En 1888, le 6e régiment d'infanterie remplace le 92e régiment d'infanterie à la 50e brigade.
En 1889, l'état-major de la 50e brigade, maintenant constituée avec le 86e et le 139e régiment d'infanterie, déménage à Aurillac. Elle a toujours cette organisation en 1914 : 49e brigade (16e et 38e RI) à Saint-Étienne, 50e brigade (86e et 139e RI) à Aurillac.

## Première Guerre mondiale

### Composition au cours de la guerre
Mobilisée dans la 13e Région, la division appartient au 13e corps d'armée, au sein de la 1re armée française.
- 49e brigade d'août 1914 à juin 1915 :
  - 38e régiment d'infanterie
  - 86e régiment d'infanterie
- 50e brigade d'août 1914 à décembre 1916 :
  - 16e régiment d'infanterie
  - 98e régiment d'infanterie
- 75e brigade de juin 1915 à décembre 1916 :
  - 5e régiment de tirailleurs de marche de juin à juillet 1915
  - 9e régiment de tirailleurs de marche de juin 1915 à décembre 1916
  - 1er régiment de zouaves de marche de juillet 1915 à décembre 1916
- Infanterie divisionnaire de décembre 1916 à novembre 1918 :
  - 16e régiment d'infanterie
  - 98e régiment d'infanterie jusqu'en septembre 1918
  - 105e régiment d'infanterie
  - 9e régiment de tirailleurs de marche de septembre à novembre 1918
  - Un bataillon de pionniers du 106e régiment d'infanterie territoriale d'août à novembre 1918
- Cavalerie :
  - 3e régiment de chasseurs (1 escadron)
- Artillerie :
  - 36e régiment d'artillerie de campagne (3 groupes 75)
  - 113e régiment d'artillerie lourde (1 groupe 155 C)
- Génie :
  - 4e régiment du génie (compagnie 13/1, ensuite renforcée par 13/51 et 13/21)

### Historique

#### 1914
- 2 – 6 août : mobilisation

- 6 – 10 août : transport par V.F. à l'ouest d'Épinal.
- 10 – 21 août : offensive en direction de Sarrebourg par Rambervillers, Baccarat et Cirey :
  - 14 août : combats dans la région Montigny, Ancerviller.
  - 20 août : engagée dans la bataille de Sarrebourg : combats vers Schneckenbuch-Oberhammer et Brouderdorff.
- 21 – 25 août : repli derrière la Mortagne, vers Romont, par Lorquin, Frémonville et Azerailles.
- 25 août – 10 septembre : engagée dans la bataille de la Mortagne : combats dans la région, Romont, Saint-Maurice-sur-Mortagne, Roville-aux-Chênes. À partir du 2 septembre, stabilisation vers Xaffévillers.
- 10 – 14 septembre : retrait du front vers Épinal et transport par V.F. vers Creil.
- 14 – 25 septembre : mouvement en direction de Dreslincourt. À partir du 16 septembre, engagée dans la 1re bataille de l'Aisne, puis dans la 1re bataille de Picardie : combats à Ribécourt, hameau de l'Écouvillon à Élincourt-Sainte-Marguerite, Machemont et la ferme Attiche.

#### 1915
- 25 septembre 1914 – 30 septembre 1915 : stabilisation et occupation d'un secteur vers Lassigny et Beuvraignes :
  - 3 - 14 octobre : limite gauche ramenée vers la lisière nord du bois des Loges. Combats du bois des Loges, de Plessis-de-Roye et de Beuvraignes.
  - 18 juin 1915 : front étendu, à droite, jusque vers Plémont. À partir du 20 septembre, retrait partiel du front, et travaux en vue d'une attaque sur Dancourt.
- 30 septembre – 30 octobre : relève progressive et repos vers Gournay-sur-Aronde. À partir du 15 octobre, mouvement vers Moreuil ; repos. À partir du 25 octobre, mouvement vers Maignelay ; repos.
- 30 octobre 1915 – 18 janvier 1916 : mouvement vers le front, et occupation d'un secteur entre le massif de Thiescourt et la lisière sud du bois des Loges.

#### 1916
- 18 janvier – 7 mars : retrait du front et repos à l'ouest de Montdidier. À partir du 1er février, mouvement par étapes et transport par chemin de fer vers Crépy-en-Valois, puis vers Vic-sur-Aisne et Chelles. À partir du 23 février, transport par V.F. de Villers-Cotterêts, dans la région de Revigny, puis mouvement vers Fleury-sur-Aire ; repos.
- 7 – 19 mars : Mouvement vers le front. Engagée dans la bataille de Verdun, vers Forges et Béthincourt.
  - 14 et 16 mars : attaques allemandes.
- 19 mars – 21 avril : retrait du front et mouvement vers Jubécourt, puis transport par camions vers Sermaize-les-Bains. À partir du 29 mars, transport par V.F. dans la région de Crépy-en-Valois ; repos.
- 21 avril – 27 septembre : mouvement vers le front et occupation d'un secteur vers Pernant et Hautebraye (commune d'Autrêches).
- 27 septembre – 15 octobre : retrait du front et transport par V.F. dans la région de Crèvecœur-le-Grand. Repos vers Froissy, et à partir du 3 octobre, instruction au camp de Crèvecœur.
- 15 octobre – 14 novembre : transport par camions dans la région de Caix. Engagée dans la bataille de la Somme, entre l'est de Lihons et l'est de la ferme Lihu : le 7 novembre, prise de Pressoire.
- 14 – 25 novembre : retrait du front ; repos au sud de Montdidier.
- 25 novembre – 13 décembre : occupation d'un secteur entre le sud de Maucourt et la voie ferrée d'Amiens à Chaulnes.
- 13 – 21 décembre : retrait du front et mouvement vers Crépy-en-Valois ; repos.
- 21 décembre 1916 – 27 janvier 1917 : transport par V.F. vers Neufchâteau ; repos. À partir du 21 janvier 1917, transport par V.F. de Damblain, dans la région de Verberie ; repos.

#### 1917
- 27 janvier – 16 mars : transport par camions vers le front et occupation d'un secteur vers Plessis-de-Roye et Canny-sur-Matz.
- 16 – 23 mars : poursuite des troupes allemandes lors de leur repli stratégique (opération Alberich) : progression suivant l'axe Lassigny, Lagny, Bussy, La Neuville-en-Beine.
- 23 mars – 1er avril : retrait du front ; repos vers Guiscard.
- 1er – 16 avril : mouvement vers le front et occupation d'un secteur dans la région le canal Crozat, Roupy : attaques fréquentes, particulièrement violentes, le 13 avril aux abords de Saint-Quentin.
- 16 avril – 7 mai : retrait du front ; repos vers Nesle et Libermont ; (éléments en secteur du 20 au 25 avril).
- 7 mai – 1er juillet : occupation d'un secteur vers Urvillers et Grugies.
- 1er – 25 juillet : retrait du front ; repos vers Nesle.
  - 10 juillet : transport par V.F. de la région Ham, Nesle, dans celle de Vitry-le-François ; repos et instruction.
- 25 juillet – 31 août : transport par camions dans la région de Verdun, et occupation d'un secteur vers Avocourt et la route d'Esnes à Malancourt.
  - 20 août : engagée à Avocourt, dans la 2e bataille offensive de Verdun.
- 31 août – 23 septembre : retrait du front, transport par camions vers Dampierre-le-Château ; repos et instruction.
- 23 septembre – 8 décembre : mouvement vers le front et occupation d'un secteur entre le Four de Paris (Vienne-le-Château) et l'Aire (Front de l'Argonne).
- 8 décembre – 16 décembre : retrait du front ; repos vers Vaubécourt et Condé-en-Barrois.
- 16 décembre 1917 – 7 février 1918 : transport par camions sur la rive droite de la Meuse et occupation d'un secteur vers Bezonvaux et Damloup.

#### 1918
- 8 février – 21 mars : retrait du front ; repos vers Sermaize-les-Bains. À partir du 22 février, transport par V.F. en Argonne ; travaux.
- 21 mars – 6 avril : occupation d'un secteur entre le Four de Paris et l'Aire.
- 6 – 14 avril : retrait du front ; repos vers Rarécourt.
- 14 avril – 18 juillet : mouvement vers le front, et, à partir du 18 avril, occupation d'un secteur sur les deux rives de la Meuse, vers la cote 344 et l'ouest de Forges, étendu à droite, le 12 juillet, jusque vers Beaumont.
- 18 – 26 juillet : retrait du front et transport par V.F. de la région de Revigny, dans celle de Verberie ; repos vers Villers-Cotterêts.
- 26 juillet – 4 août : engagée, vers Le Plessier-Huleu, dans la 2e bataille de la Marne : à partir du 29 juillet, combats aux abords de Grand-Rozoy, puis poursuite jusqu'à la Vesle, atteinte le 4 août.
- 4 août – 29 septembre : organisation du front, sur la rive gauche de la Vesle, vers Braine et l'est de Vasseny. Engagée à la fin d'août, et jusqu'au 20 septembre, dans la poussée vers la position Hindenburg :
  - 4 septembre : franchissement de la Vesle, progression vers le canal latéral de l'Aisne, et, le 6 septembre vers Vailly.
  - 16 septembre : prise de Vailly ; organisation des positions conquises vers Presles et l'ouest de Vailly. Puis progression jusque vers Ostel.
- 29 septembre – 31 octobre : retrait du front ; puis transport par V.F. dans la région de Luzarches ; repos.
- 31 octobre – 11 novembre : mouvement par étapes vers le front. Se trouve vers Moncornet, lors de l'armistice.

### Rattachement
Affectation organique : 13e corps d'armée, d'août 1914 à novembre 1918
- 1re armée
  - 2 août – 11 septembre 1914
  - 13 décembre 1916 – 2 janvier 1917
  - 21 janvier – 22 mars 1917
- 2e armée
  - 21 septembre 1914 – 1er juillet 1915
  - 27 février – 29 mars 1916
  - 26 juillet 1916 – 19 juillet 1918
- 3e armée
  - 23 – 27 février 1916
  - 30 juin – 28 septembre 1916
  - 22 mars – 10 juillet 1917
  - 27 octobre – 11 novembre 1918
- 4e armée
  - 10 – 26 juillet 1917
- 6e armée
  - 11 – 21 septembre 1914
  - 1er juillet 1915 – 23 février 1916
- 7e armée
  - 2 – 21 janvier 1917
- 10e armée
  - 29 mars – 30 juin 1916
  - 28 septembre – 13 décembre 1916
  - 19 juillet – 27 octobre 1918

## L'entre-deux-guerres
La loi du 13 juillet 1927, sur l’organisation générale de l’armée, et la loi des cadres et effectifs du 28 mars 1928, fixent le nombre des divisions d’infanterie métropolitaines à vingt. Ces dernières sont considérées comme des forces de territoire affectées à la défense du sol métropolitain.
Ces grandes unités d’infanterie sont de trois types, dix divisions d’infanterie de type « nord-est », sept divisions d’infanterie motorisées et trois divisions d’infanterie alpine. En 1935, la 25e division d'infanterie devient la 25e division d'infanterie motorisée. Elle est stationnée à Clermont-Ferrand. Sa composition est la suivante :
- 38e régiment d'infanterie : Saint-Étienne
- 92e régiment d'infanterie : Clermont-Ferrand
- 121e régiment d'infanterie : Montluçon
- 16e régiment d'artillerie divisionnaire : Clermont-Ferrand

## Seconde Guerre mondiale

### Composition
Le 10 mai 1940 la 25e DIM, sous les ordres du général Molinié, est rattachée au 1er corps d'armée qui est intégré à la 7e Armée.
À cette date la 25e division d'infanterie motorisée se compose de :
- 38e régiment d'infanterie motorisé
- 92e régiment d'infanterie motorisé
- 121e régiment d'infanterie motorisé
- 16e régiment d'artillerie divisionnaire
- 216e régiment d'artillerie lourde divisionnaire
- 5e groupe de reconnaissance de division d'infanterie
- et tous les services (Sapeurs mineurs, télégraphique, compagnie auto de transport, groupe sanitaire divisionnaire, groupe d'exploitation etc.)

### 1940
Dirigée en mai 1940 par le général Molinié, elle a fait partie des défenseurs de la Poche de Lille du 26 au 31 mai durant la bataille de France.

### 1945
À la fin de la Seconde Guerre mondiale, les FFI du centre-ouest de la France (notamment ceux de la brigade Charles Martel, d'Indre-et-Loire, et de Loire-Inférieure,), sont incorporés dans la 25e DI, constituée en avril 1945 dans la région de Saint-Nazaire. Équipée majoritairement avec des armes de prise, elle est engagée face à la poche allemande de Saint-Nazaire.
En avril 1945 la division se compose notamment de :
- 21e régiment d'infanterie
- 32e régiment d'infanterie
- 4e demi-brigade de chasseurs (1er, 5ème et 17ème B.C.P)
- 1er régiment de Hussards
- 8e régiment de cuirassiers
- 20e régiment d'artillerie divisionnaire
- 125e groupe des forces terrestres antiaériennes
- et tous les services (91e Génie, 80ème compagnie mixte de transmissions,  9ème train auto, 125e bataillon médical, etc.)

## L'après Seconde Guerre mondiale
Le 15 octobre 1945, la division absorbe les 1er et 2e RCP de la 24e division aéroportée (24e DAP) qui vient d'être dissoute[réf. souhaitée]. Cette nouvelle 25e DI devient à son tour une unité aéroportée sous le nom de 25e DAP par changement d'appellation le 1er février 1946.